# Unidades de área
As unidades de área são padrões estabelecidos mediante acordos para facilitar o intercâmbio de dados nas medições cotidianas ou científicas, e simplificar radicalmente as transações comerciais.
A medição é a técnica por meio da qual se atribui um número a uma propriedade física, como resultado da comparação daquela propriedade com outra similar, tomada como padrão e adotada como unidade. A medida duma área dá lugar a duas quantidades diferentes só se usarmos distintas unidades de medida. Foi assim que surgiu a necessidade de estabelecer uma unidade de medida única para cada magnitude, de maneira que a informação fosse facilmente compreendida por todos.

## Sistema Internacional de Unidades
Unidade básica:
- metro quadrado

Múltiplos:
- quilômetro quadrado
- hectare ou hectômetro quadrado
- are ou decâmetro quadrado

Submúltiplos:
- decímetro quadrado
- centímetro quadrado
- milímetro quadrado

Outros
- dunam métrico (não oficial no S.I.)
- barn (usado na física nuclear)

## Sistema de medidas imperiais
- polegada quadrada
- pé quadrado
- jarda quadrada
- rod quadrado
- rood
- acre
- homestead
- milha quadrada
- légua quadrada